# Lom Jiří
Lom Jiří společnosti Sokolovská uhelná se nachází severně od Sokolova a leží v dobývacím prostoru Alberov (podle jména dnes už neexistující vesnice uprostřed dnešního lomu). Otvírka byla provedena ve Vintířově roku 1981 jako přechod na povrchovou těžbu.

## Obecně
Produkce uhlí činí 8 milionů tun/rok, což je nejvíce v Sokolovském revíru. Jedná se o jeden ze dvou posledních ještě dnes činných uhelných lomů na Sokolovsku. Sloj, která se těží v lomu se nazývá Antonín a má mocnost 30–40 m. Uhlí má nejmenší obsah síry ze všech hnědouhelných lokalit v ČR a je vhodné pro briketování, se kterým se skončilo v roce 2010. Lom již přetěžuje území s dřívější hlubinnou těžbou a uhlí nedosahuje vysoké kvality. Nadložní skrývka a zemina je zakládána do vnitřní výsypky (původně se zakládalo do velké podkrušnohorské výsypky – do roku 2003). Celkem zde zatím bylo vytěženo (od roku 1949 do roku 2017) 344,9 miliónů tun uhlí.

## Budoucnost
Podle původních plánů měla další těžba probíhat zhruba do roku 2035, nicméně novodobý trend útlumu těžby a použití uhlí nejspíš nadiktuje ukončení činnosti mnohem dříve.[zdroj?] Směr těžby je k obci Lomnice, kde dojde k přetěžení zbytkové jámy Vilém u Sokolova. Poblíž se nachází bývalý důl Marie Majerové. Lomnické pinky jsou území poddolované hlubinnou těžbou a i to bude komplikovat postup. Těžba postoupí až k okraji silnice Sokolov – Kraslice, kde se nachází hranice územních ekologických limitů těžby podle vládního usnesení č. 490/91. Uhelná sloj pokračuje až pod město Sokolov, ale geologická situace neumožňuje její vytěžení a nepočítá se zde do budoucna s těžbou. Lom lze už dnes spatřit z přilehlých komunikací (silnice II/181), do budoucna se dá předpokládat ještě větší viditelnost a to z důvodu postupu těžby směrem k vedlejšímu lomu Družba. Po roce 2025 bude těžební technologie z lomu Jiří odstraňovat část skluzu a následně odtěžovat zablokované uhlí na lomu Družba. Zmíněná komunikace byla vybudována v letech 2005–2007 jako kompenzační opatření za vytěžené území a jako součást severního obchvatu města Sokolov. Po ukončení těžby se v rámci rekultivací plánuje zaplavení zbytkové jámy spolu s lokalitou Družba a vznik nového jezera Jiří-Družba po roce 2040.